# Список об'єктів Світової спадщини ЮНЕСКО в Гані
В списку об'єктів Світової спадщини ЮНЕСКО в Гані налічується 2 найменування (станом на 2015 рік).
| № | Зображення | Назва | Розташування                  | Час створення  | Рік внесення до списку | №                                                 | Критерії |
| - | ---------- | --- | ----------------------------- | -------------- | ---------------------- | ------------------------------------------------- | -------- |
| 1 |            | Фортеці та замки Вольти, Великої Аккри, Центральної та Західної областей (англ. Forts and Castles, Volta, Greater Accra, Central and Western Regions) | Центральна та Західна області | 1482—1786      | 1979                   | 34 [Архівовано 24 грудня 2018 у Wayback Machine.] | vi       |
| 2 |            | Традиційні будівлі ашанті (англ. Asante Traditional Buildings)                                                                                        | область Ашанті                | XVIII століття | 1980                   | 35 [Архівовано 24 грудня 2018 у Wayback Machine.] | v        |